# Pushpalata Das
Pushpalata Das, née le 27 mars 1915, morte le 9 novembre 2003, est une militante pour l'indépendance indienne, travailleuse sociale, disciple de Gandhi et députée de l'État d'Assam au nord-est de l'Inde.
Elle est membre du Rajya Sabha, la chambre haute du parlement de l'Inde, de 1951 à 1961, membre de l'Assemblée législative de l'Assam et membre du comité de travail du Congrès national indien. Elle est présidente des sections de l'Assam du Kasturba Gandhi National Memorial Trust et de la Khadi and Village Industries Commission.
Le Gouvernement indien lui a décerné en 1999 la Padma Bhushan, la troisième plus haute distinction civile de l'Inde, pour sa contribution à la société.

## Biographie

### Jeunesse, études, militantisme
Pushpalata naît le 27 mars 1915 dans le nord de Lakhimpur en Assam. Elle est la fille de Rameswar Saikia et de Swarnalata. Elle effectue sa scolarité au Panbazar Girls High School. 
Elle commence ses activités politiques dès l'école et est la secrétaire d'une organisation nommée Mukti Sangha. En 1931, elle et ses camarades organisent une manifestation contre la pendaison du révolutionnaire Bhagat Singh par le Raj britannique, et sont expulsés de l'école. Elle poursuit cependant ses études comme étudiante dans le secteur privé ; elle réussit l'examen d'habilitation en 1934, et rejoint alors l'université hindoue de Bénarès pour terminer son cours intermédiaire. Plus tard, elle est diplômée de l'université d'Andhra et obtient un diplôme d'études supérieures de la même université en 1938. Par la suite, elle s'inscrit à des études de droit à Earle Law College, Guwahati, où elle continue son activité politique en tant qu'étudiante ; elle est la secrétaire du syndicat universitaire en 1940. C'est à cette époque que Gandhi appelle à la Satyagraha individuelle, la désobéissance civile, dans le cadre du mouvement précurseur du mouvement Quit India qui sera lancé deux ans plus tard, et Pushpalata participe à ce mouvement. Elle est incarcérée, ce qui de fait interrompt ses études de droit. 

### Vie politique

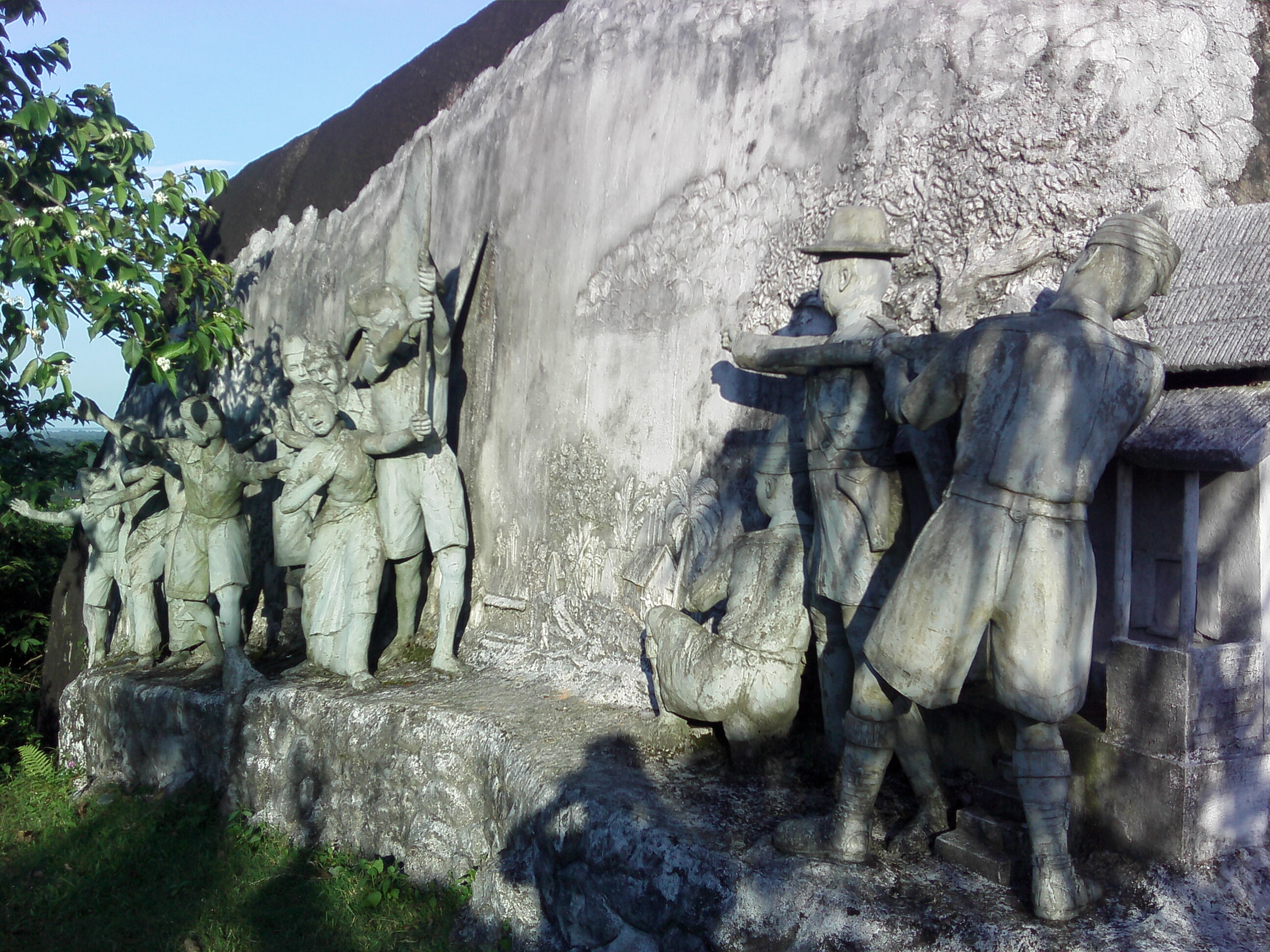
Une sculpture à Kanaklata Udyan montrant la fusillade de la police en 1942.

En raison de ses liens avec le Comité national de planification comme membre de son sous-comité des femmes, Pushpalata déménage à Bombay cette année-là et y reste deux ans. Ses activités lui donnent l'opportunité de travailler aux côtés de Mridula Sarabhai et de Vijaya Laxmi Pandit ainsi que d'Omeo Kumar Das, alors membre en exercice de l'Assemblée législative d'Assam, qu'elle épouse en 1942. Elle retourne en Assam après son mariage et fonde deux organisations, Shanti Bahini et Mrityu Bahini. 
En septembre 1942, Pushpalata Das et ses camarades de Mrityu Bahini conduisent une manifestation au poste de police local en portant le drapeau national de l'Inde ; lors de cette procession, la police ouvre le feu qui a conduit à la mort de sa consœur Kanaklata Barua. À ce moment-là, elle est déjà membre du Comité du Congrès de toute l'Inde et organisatrice de l'aile des femmes du Comité du Congrès de l'Assam et aurait travaillé pour sortir l'Assam du groupement avec le Pakistan oriental.
Après l'indépendance indienne en 1947, le couple Das concentre ses activités à Dhekiajuli en Assam qu'Omeo Kumar Das représente à l'Assemblée législative de l'Assam pour des mandats successifs de 1951 à 1967. Pushpalata Das est elle-même nommée au Rajya Sabha en 1951 et y reste jusqu'en 1961. C'est pendant cette période qu'elle mène la campagne électorale de 1957 de Chandraprava Saikiani de la circonscription de Bajali. En 1958, elle est élue au Comité de travail du Congrès et l'année suivante, elle visite un certain nombre de pays d'Europe de l'Est en tant que membre de la délégation parlementaire. En 1967, lorsque son mari quitte la circonscription de Dhekiajuli, elle se présente et remporte l'élection au Congrès national indien, et répète ce succès en 1971.  
Après la mort de son mari le 23 janvier 1975, Pushpalata Das se retire de la politique parlementaire, et s'active pour améliorer les services sociaux. Elle est présidente de la section Assam du All India Khadi Board et préside les conseils d'État des initiatives du Bhudan et de Gramdan.  Elle est également associée au Conseil central de la protection sociale, membre de la section des femmes du Comité de planification du Congrès et fait partie de l'aile de l'Inde orientale du Censor Board of India. Elle édite le magazine assamais Jayanti et dirige la section Assam du Kasturba Gandhi National Memorial Trust pendant quelques années. Elle écrit également un livre, Rajarama Sukla rashtriyaatma varcasva evam krtitva, san 1898-1962, publié en 1976.

### Reconnaissance
Le gouvernement indien lui a décerné le prix Tamrapatra Freedom Fighter, mais elle l'a décliné en disant qu'elle avait participé à la lutte pour la liberté indienne sans escompter de récompense. En 1999, le gouvernement lui a décerné la troisième plus haute distinction civile du pays, le Padma Bhushan.

### Décès
Vers les derniers moments de sa vie, elle souffre de maladies liées à son âge et doit être transférée dans une maison de soins infirmiers Woodlands à Calcutta, où elle meurt le 9 novembre 2003, à l'âge de 88 ans. Elle a une fille, Nandini, mariée à Sasanka Dutta.

## Œuvres
- Pushpalata Das, Rajarama Sukla rashtriyaatma varcasva evam krtitva, san 1898-1962, Durga Prakasana, 1976, 359 p. (ASIN B0000CR6XS).